# Hanseatenkruis
Het Hanseatenkreuz was een in de Eerste Wereldoorlog door de senaten van de Hanzesteden Bremen, Hamburg en Lübeck ingestelde onderscheiding voor verdienste in de oorlog. De in 1915 ingestelde kruisen werden in een enkele graad verleend.

## Geschiedenis
De Bürgerschaft, het stadsparlement van ieder van deze zelfstandige staten binnen het federatieve Duitse Keizerrijk, moest de besluiten van de senaten goedkeuren. Dat gebeurde in Lübeck op 21 augustus 1915, in Hamburg op 10 september 1915 en in Bremen op 14 september 1915.
De drie kruisen werden van verzilverd koper vervaardigd en hebben uitlopende rood geëmailleerde armen. Er zijn geen zwaarden, gespen, eikenloof of andere versieringen aan de drie kruisen verbonden. De achterzijde is verzilverd en draagt de tekst "Für Verdienst im Kriege 1914".
Er zijn ook zilveren en verzilverde Hanseatenkruisen met edeler materialen bekend. De zilveren kruisen werden waarschijnlijk na de oorlog door juweliers geleverd aan die dragers die een fraaier uitgevoerde decoratie wilden dragen. De onderscheiding werd ook als miniatuur, als knoopsgatversiering en als baton op een uniform gedragen. De kruisen zijn niet zeldzaam maar er zijn veel kopieën van gemaakt.
De hanseatenkruisen werden verleend aan de drie infanterieregimenten die door de Hanzesteden aan het Duitse keizerlijke leger werden geleverd, dit waren 1. Hanseatisches-Bremen-Nr.75, 2. Hanseatisches-Hamburg-Nr.76 en 3. Hanseatisches-Lübeck-Nr.162, Nr. verwijst naar het nummer van het regiment op de lijst van Duitse regimenten, iedere stad leverde 1 infanterieregiment waarbinnen de soldaten een hanseatenkruis konden krijgen. Tevens werden hanseatenkruisen afgegeven aan soldaten en matrozen die dienst deden op de schepen die door de Hanzesteden werden geleverd zoals de SMS Lubeck. Ook aan soldaten die samen met troepen uit de Hanzesteden hadden gevochten en soldaten die blijk hadden gegeven van enorme moed en trouw konden onderscheiden worden met een of meerdere hanseatenkruisen.
Bremen heeft 20.018 kruisen verleend en Hamburg meer dan 50.000. Over de aantallen verleningen in het kleine Lübeck kan alleen worden gespeculeerd. Zeker is dat men het Lübecker kruis in de antiekhandel minder vaak aangeboden ziet. Door verschillende verzamelaars is een schatting gemaakt dat er waarschijnlijk tussen de 6.000 en de 8.000 zijn uitgereikt door Lübeck.
Het opgelegde centrale medaillon toont het wapen van een van de drie hanzesteden. Bremen heeft een zilveren sleutel, Hamburg een stadspoort en Lübeck een adelaar in het wapenschild. Het lint was in Bremen wit met vier rode strepen, in Hamburg wit met twee rode strepen en in Lübeck half rood en half wit.

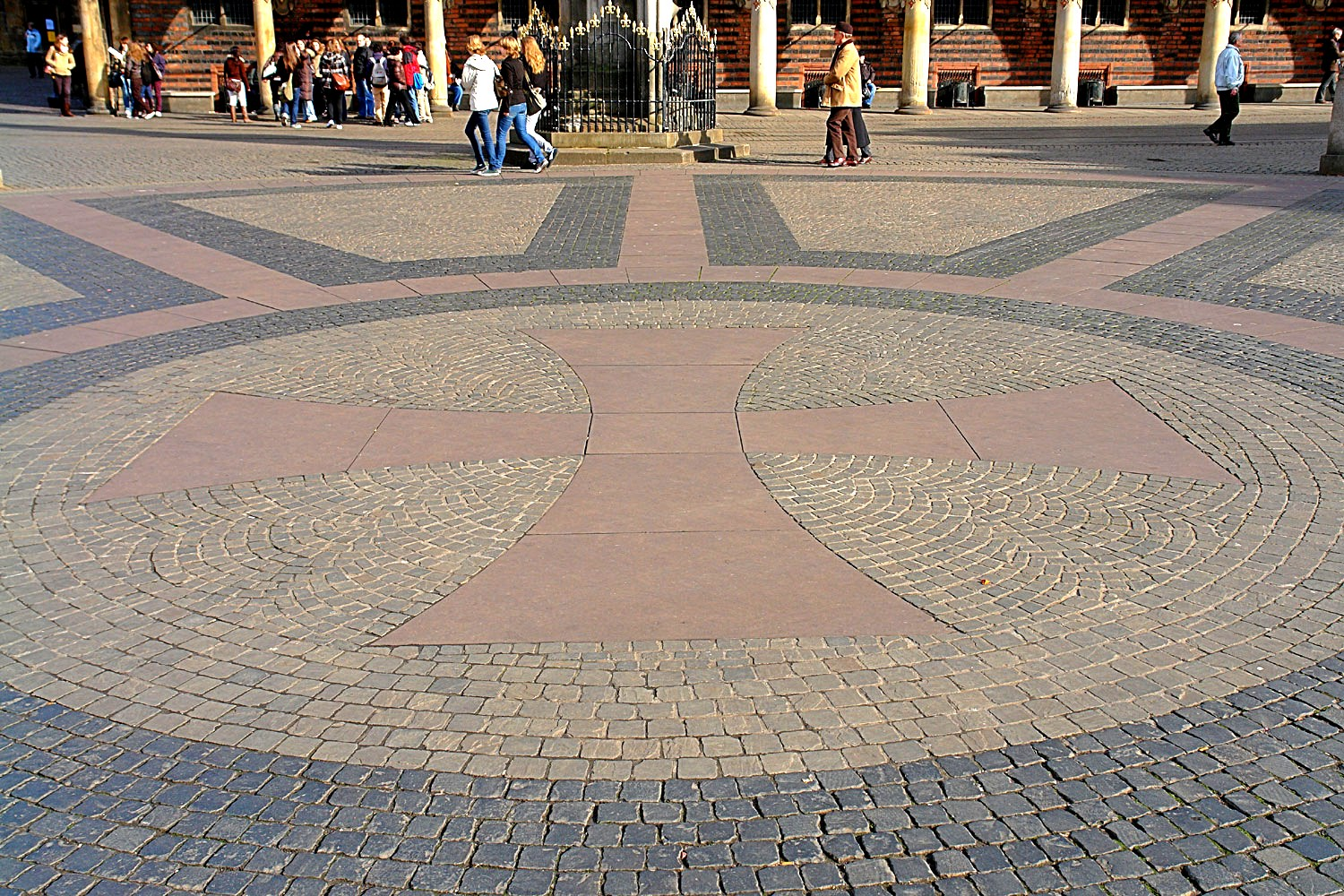
Hanseatenkreuz in het plaveisel van de Grote Markt in Bremen.

Men verleende het kruis aan de militairen die dienden in de twee regimenten die door de steden aan het Duitse leger werden geleverd. Het 75e Bremer, 76e Hamburger en 162e Lübecker infanterieregiment. Bremen droeg ook soldaten bij aan het Eerste Schleswig-Holsteinische Artillerie-Regiment Nr.9. Ook de bemanning van de Duitse oorlogsschepen Hamburg, Bremen en Lübeck kwamen voor het kruis in aanmerking.
De drie steden hebben zwaar onder de oorlog geleden; van de jonge mannen in Hamburg, dat in 1914 ongeveer 800 000 inwoners telde, sneuvelden 40.000 man.
De inwoners van de drie steden dienden natuurlijk ook wel in andere eenheden van het leger, de marine en de luchtmacht en ook zij, hun bevelhebbers en oorlogshelden als de uit Baden afkomstige piloot Manfred v. Richthofen werden met Hanseatenkruisen gedecoreerd.

## Een uitzondering op de regel
De inwoners van de Hanzesteden hebben eeuwenlang geweigerd om ridderorden en onderscheidingen te dragen en ook nu nog weigeren veel Hanseaten om onderscheidingen aan te nemen. Voormalig bondskanselier Helmut Schmidt is een Hamburger en weigerde daarom het Grootkruis van de Orde van Verdienste van de Bondsrepubliek Duitsland.
Dat met het Hanseatenkruis een onderscheiding voor burgers van de drie zelfbewuste Hanzesteden werd gecreëerd is een opmerkelijk feit.

## Dragers van een of meer van de kruisen
- Conrad Albrecht, admiraal-generaal
- Werner von Fritsch, kolonel-generaal
- Hans Howaldt, commandant van een onderzeeboot
- Hans Jauch, kolonel en aanvoerder van een vrijkorps
- Sigmund Moosauer, hoofd van de gezondheidszorg van het leger
- Manfred von Richthofen, jachtvlieger. De oorlogsheld droeg de drie Hanseatenkruisen.
- Alfred Saalwächter, admiraal-generaal
- Wolfgang von Chamier-Glisczinski, Generalleutnant
- Kurt Schmidt, Generalleutnant
- Wilhelm II, de Duitse keizer en koning van Pruisen droeg de drie kruisen als deel van zijn oorlogsbroche met de onderscheidingen uit de Eerste Wereldoorlog. Zie de Lijst van ridderorden van Wilhelm II van Duitsland.